# Ma vie ma gueule
Ma vie ma gueule è un film francese del 2024 diretto da Sophie Fillières.

## Trama
Barbie, un tempo madre e compagna attraente e devota, deve affrontare nuove sfide ora che ha compiuto 55 anni. Precipita così nell'oscurità, nella violenza e nell'assurdità mentre è alle prese con la sua identità, le relazioni e le complessità della vita.

## Accoglienza
Il film postumo di Sophie Fillières ha ricevuto generalmente un'accoglienza positiva. Il critico cinematografico Simone Emiliani su Sentieri selvaggi lo loda perché "non è un testamento ma una specie di ‘diario personale’, dove le parole sono soprattutto un sottotesto che accompagnano in viva voce il continuo tentativo, quasi frenetico, di comunicare", mentre Cristina Piccino su il manifesto nota che "è commuovente certo ma non nell'idea del lutto, piuttosto per la sua vitalità anche nei passaggi meno tenuti, e in qualche inciampo".

## Riconoscimenti
- Festival di Cannes 2024: La Quinzaine des Réalisateurs (Film d'apertura)
- 2025 – Premio Lumière[4]
  - Candidatura per la miglior attrice ad Agnès Jaoui